# Майоров, Антуан Иванович
Антуан Иванович Майоров (бел. Антуан Маёраў, 13 августа 1971 года) — советский и белорусский футболист. Позднее — судья и тренер.

## Биография
Сын известного советского и белорусского арбитра Ивана Майорова. Был назван в честь одного из героев французского фильма «Мужчина и женщина». В качестве футболиста выступал за минское «Динамо». В 1998 году переехал в Россию в нижегородский «Локомотив». На закате карьеры выступал за «Жальгирис».
Выступал за сборную Белоруссии по пляжному футболу. Несколько лет занимался судейской деятельностью. Майоров работал на матчах Премьер-Лиги. В октябре 2008 году допустил грубую ошибку в матче «Дарида» — «Неман» (1:2), после чего по требованию хозяев был на время отстранён от судейства. Зимой 2012 года во время сборов Антуан Майоров нарушил спортивный режим и отстранён от судейства на неопределённый срок. В этом же году он начал тренерскую карьеру, войдя в штаб Василия Кушнира в женской команде «Зорка-БДУ». С осени 2016 года самостоятельно руководит клубом «Ошмяны-БГУФК». Уже в первом матче у руля команды против «Смолевичей» Майоров был удалён со скамейки запасных за вмешательство в действия судейской бригады. Во второй половине сезона 2021 и первой половине сезона 2022 года был главным тренером женской команды «Витебск» (контракт был расторгнут по соглашению сторон).

## Достижения
- Чемпион Белоруссии (2): 1994/95, 1995.
- Обладатель Кубка Белоруссии (1): 1993/94.
- Финалист Кубка Белоруссии (1): 1995/96.
- Финалист Кубка Литвы (1): 2001.